# Enrico Tamburini
Enrico Tamburini (Udine, 26 settembre 1980) è un blogger e conduttore televisivo italiano.

## Biografia
Nei primi anni 2000 si afferma come blogger satirico in Friuli. Da appassionato di cinema, nel 2010 crea il sito ufficiale dei cinepanettoni, dove inizia a raccontare in generale curiosità e aneddoti della commedia all'italiana.
Da lì, nel 2016 approda su Iris dove conduce Scuola di Cult, una rubrica aneddotistica sui film italiani nella prima serata del sabato del canale Mediaset. Nell'autunno dello stesso anno presenta il ciclo Nessuno è Pozzetto con presente in trasmissione Renato Pozzetto, e nella primavera 2017 per C'era una volta in Puglia ha come ospite Lino Banfi.
Dal 2018 la rubrica si evolve al racconto delle pellicole del cinema internazionale trasmesse sempre dal canale tematico Mediaset.

Nel 2021 viene scelto come volto ufficiale del nuovo profilo TikTok del CICAP (Comitato Italiano per il Controllo delle Affermazioni sulle Pseudoscienze) per dialogare con le nuove generazioni attraverso una divulgazione semplice e ironica. 
A fini solidali gioca nella Nazionale Artisti TV.